# 努爾山脈
努爾山脈（土耳其語：Nur Dağları），古称阿马诺斯山，是土耳其的山脈，位於該國中南部伊斯肯德倫灣以東，處於托魯斯山脈東端，由哈塔伊省負責管轄，最高點海拔高度2,240米，基督教曾經是該地區的主流宗教。
36°45′N 36°20′E / 36.750°N 36.333°E